# Minshan (sockenhuvudort i Kina, Jiangxi Sheng, lat 29,51, long 115,75)
Minshan är en sockenhuvudort i Kina. Den ligger i provinsen Jiangxi, i den sydöstra delen av landet, omkring 92 kilometer norr om provinshuvudstaden Nanchang. Antalet invånare är 25 587. Befolkningen består av 12 842 kvinnor och 12 745 män. Barn under 15 år utgör 21,0 %, vuxna 15-64 år 71 %, och äldre över 65 år 6,0 %.
Runt Minshan är det ganska tätbefolkat, med 222 invånare per kvadratkilometer. Närmaste större samhälle är Puting, 19,4 km söder om Minshan. I omgivningarna runt Minshan växer huvudsakligen savannskog.
Genomsnittlig årsnederbörd är 2 141 millimeter. Den regnigaste månaden är maj, med i genomsnitt 334 mm nederbörd, och den torraste är januari, med 59 mm nederbörd.